# TXT (gruppo musicale)
I Tomorrow X Together (투모로우바이투게더?, TumoroubaitugedeoLR, T'umoroubait'ugedŏMR; lett. "Tomorrow by Together"; comunemente abbreviato in TXT) sono un gruppo musicale sudcoreano formatosi a Seul nel 2019.
Composto da Choi Soo-bin, Choi Yeon-jun, Choi Beom-gyu, Kang Tae-hyun e Huening Kai, il gruppo è nato sotto la Big Hit Entertainment, debuttando il 4 marzo 2019 con l'EP The Dream Chapter: Star.

## Storia
Il progetto della Big Entertainment di lanciare un nuovo gruppo maschile dopo i BTS viene menzionato dal fondatore Bang Si-hyuk nel 2017 e confermato ufficialmente nel novembre 2018. I TXT vengono annunciati il 10 gennaio 2019 con un post della compagnia sui propri canali sociali, al quale seguono diversi video di presentazione dei cinque membri (Choi Soo-bin, Choi Yeon-jun, Choi Beom-gyu, Kang Tae-hyun e Huening Kai) nell'arco dell'intero mese.

### 2019: Debutto conThe Dream Chapter: Stare successo internazionale
Il 4 marzo, viene pubblicato il loro EP di debutto The Dream Chapter: Star, accompagnato dal video musicale del brano apripista Crown, che raccoglie oltre 15 milioni di visualizzazioni in ventiquattr'ore. Un concerto di presentazione del disco si tiene il giorno seguente alla Yes24 Live Hall di Seul. Una settimana dopo l'uscita dell'EP, i TXT debuttano al primo posto nelle classifiche Billboard Emerging Artists, World Albums e World Digital Song e alla posizione 140 della classifica musicale statunitense Billboard 200, diventando il gruppo K-pop ad entrarvi più velocemente e il gruppo maschile K-pop con il piazzamento migliore per un disco di debutto. Il gruppo vince il suo primo premio musicale il 12 marzo al programma The Show. Ad aprile viene annunciato un tour di sei concerti negli Stati Uniti, Star in US.

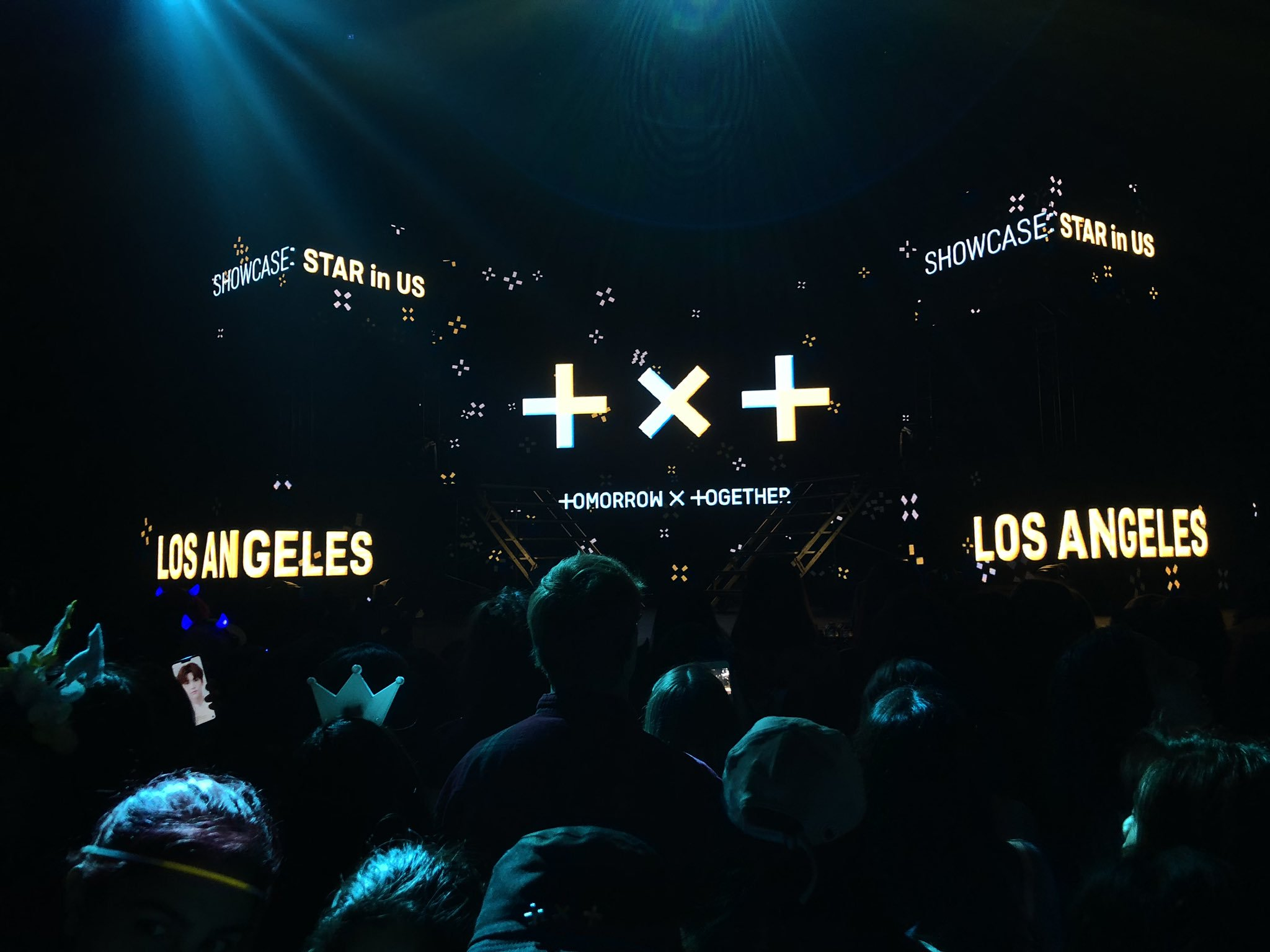
Il concerto del TXT a Los Angeles nel 2019.

Il 3 maggio 2019 i TXT pubblicano il singolo Cat & Dog (English ver.), contenente la versione in lingua inglese dell'omonima canzone del loro primo EP. Un'altra traccia del disco, Our Summer, viene riarrangiata ed esce come singolo il 31 maggio sotto il titolo Our Summer (Acoustic Mix). Il 21 ottobre viene pubblicato il primo album in studio del gruppo, The Dream Chapter: Magic.

### 2020-presente: Debutto giapponese, nuovi EP e secondo album in studio
Il 15 gennaio 2020 il quintetto esordisce in Giappone con il singolo Magic Hour, che debutta al numero due della classifica musicale giapponese Oricon riguardante i singoli e viene certificato oro dalla Recording Industry Association of Japan (RIAJ) avendo venduto più di 100 000 copie, mentre il 18 maggio pubblica il secondo EP The Dream Chapter: Eternity. A luglio, l'album è certificato Platino dalla Korea Music Content Association (KMCA) avendo venduto più di 250 000 copie, due mesi dopo sono stati certificati platino anche The Dream Chapter: Star e The Dream Chapter: Magic. In agosto distribuiscono il loro secondo singolo giapponese Drama, che contiene anche la canzone Everlasting Shine prestata alla colonna sonora dell'anime Black Clover. Il singolo debutta al numero tre della Oricon e viene certificato Oro dalla RIAJ.
Il terzo EP Minisode1: Blue Hour viene pubblicato il 26 ottobre, ed è anch'esso certificato platino dalla KMCA, inoltre, si classifica al numero 25 della Billboard 200. Il 20 gennaio 2021 esce il primo album in studio in giapponese Still Dreaming, contenente versioni in lingua nipponica di loro pezzi in coreano e alcuni inediti, tra cui Force, usata come sigla d'apertura della seconda stagione dell'anime World Trigger. Still Dreaming debutta al numero uno della classifica Oricon ed è certificato Oro dalla RIAJ, si classifica, anche, alla posizione 173 della Billboard 200 facendo diventare i TXT il secondo gruppo coreano della storia a piazzarsi nella classifica musicale statunitense con un album in lingua giapponese dopo i BTS. Nell'aprile del 2021, Minisode 1: Blue Hour è certificato doppio platino dalla KMCA avendo venduto più di 500 000 copie. Il 31 maggio esce il loro secondo album in studio coreano The Chaos Chapter: Freeze, alla cui scrittura partecipano tutti i membri, e che raggiunge la top 5 della Billboard 200. L'album si classifica, anche, al numero 1 della Oricon, diventando il secondo gruppo maschile straniero che piazza quattro album consecutivi al primo posto nella storia di questa classifica. Nel luglio del 2021, The Chaos Chapter: Freeze è stato certificato oro dalla RIAJ ed è il loro primo lavoro in lingua coreana ad essere certificato in Giappone. L'album è certificato triplo platino dalla KMCA per aver venduto più di 750 000 copie.
Il 17 agosto esce la riedizione di The Chaos Chapter: Freeze, intitolata The Chaos Chapter: Fight or Escape, certificato triplo platino dalla KMCA, mentre, il 10 novembre viene pubblicato Chaotic Wonderland, il loro primo EP in lingua giapponese, che contiene quattro pezzi, tra cui Ito, un inedito scritto dalla rock band giapponese Greeeen, usato come sigla d'apertura del dorama Rasen no meikyū - DNA kagaku sōsa, e la versione giapponese di 0X1=Lovesong (I Know I Love You) in duetto con Ikuta Lilas, anche conosciuta come Ikura, cantante del duo musicale giapponese Yoasobi. L'EP è stato certificato platino dalla RIAJ per aver venduto più di 250 000 copie.
Il 4 novembre esce Eyes, canzone utilizzata come sigla del cartone animato Yonggaphapche Armored Saurus. Il 9 maggio 2022 viene pubblicato il quarto EP coreano, Minisode 2: Thursday's Child. L'EP è certificato sia dalla KMCA, per aver venduto più di un milione di copie, che dalla RIAJ, per aver venduto più di 100.000 copie in giappone. Ad Aprile, è annunciato il loro primo tour mondiale, chiamato Act: Love Sick, iniziato a Luglio. Il 22 luglio, il gruppo distribuisce Valley of Lies, un pezzo in collaborazione con il rapper Iann Dior, mentre, Il 31 agosto, esce Good Boy Gone Bad, il terzo singolo giapponese del gruppo  che contiene anche Kimi janai Dare no Aiskata (Ring) usata come sigla d'apertura del reality show Heart Signal Japan.
Il 27 gennaio 2023, è pubblicato il quinto EP della band, The Name Chapter: Temptation. A gennaio, i TXT rivelano che a marzo daranno via al loro secondo tour mondiale, Act: Sweet Mirage, mentre, il 22 febbraio esce il singolo Goodbye Now, usato come colonna sonora del webtoon coreano Love Revolution. Il 5 luglio, il quintetto pubblica Sweet, il loro secondo album in lingua giapponese contenente 12 brani, tra cui Ajisai no yōna koi  (Hydrangea Love), un pezzo inedito scritto dal cantautore giapponese Yuuri, usato come sigla d'apertura del dorama Saiko no seito yomei 1-nen no rasutodansu. Il 7 luglio esce il singolo Do It Like That con i Jonas Brothers. In agosto, The Name Chapter: Temptation è certificato oro dalla RIAA per aver venduto più di 500.00 copie negli stati uniti; è la prima certificazione del gruppo in america. Nello stesso mese il gruppo è scelto come brand ambassadors da Dior.
Il 15 settembre il gruppo pubblica il singolo Back for More con Anitta, il singolo è stato presentato per la prima volta sul palco dei MTV MVA, mentre, Il 13 ottobre esce il terzo album in studio coreano del quintetto, The Name Chapter: Freefall. i TXT collaborano con il compositore giapponese Hiroyuki Sawano per una canzone intitolata LEvel che verrà usata come sigla d'apertura dell'anime Solo Levelling che sarà distribuita nel 2024.
Il primo aprile 2024 esce il sesto EP del gruppo intitolato minisode 3: TOMORROW, mentre, il 4 novembre 2024 viene pubblicato The Star Chapter: Sanctuary, il loro settimo EP.

## Formazione
- Choi Soo-bin – leader, voce, rap (2019-presente)
- Choi Yeon-jun – voce, rap (2019-presente)
- Choi Beom-gyu – voce, rap (2019-presente)
- Tae-hyun – voce, rap (2019-presente)
- Huening Kai – voce, rap (2019-presente)

## Discografia

### Album in studio
- 2019 – The Dream Chapter: Magic
- 2021 – Still Dreaming
- 2021 – The Chaos Chapter: Freeze
- 2023 – Sweet
- 2023 – The Name Chapter: Freefall
- 2025 – The Star Chapter: Together

### EP
- 2019 – The Dream Chapter: Star
- 2020 – The Dream Chapter: Eternity
- 2020 – Minisode1: Blue Hour
- 2021 – Chaotic Wonderland
- 2022 – Minisode 2: Thursday's Child
- 2023 – The Name Chapter: Temptation
- 2024 – Minisode 3: Tomorrow
- 2024 – The Star Chapter: Sanctuary

### Singoli
- 2019 – Cat & Dog (English ver.)
- 2019 – Our Summer (Acoustic Mix)
- 2020 – Magic Hour
- 2020 – Drama (Japanese ver.)
- 2021 – 0X1=Lovesong (I Know I Love You) feat. pH-1, Woodie Gochild, Seori
- 2021 – 0X1=Lovesong (I Know I Love You) feat. Mod Sun
- 2021 – Ito
- 2022 – PS5 (Salem Ilese con TXT e Alan Walker)
- 2022 – Valley of Lies feat. Iann Dior
- 2022 – Ring
- 2023 – Do It Like That con Jonas Brothers
- 2023 – Back For More con Anitta

### Colonne sonore
- 2020 – Your Light (per Live On)
- 2020 – Everlasting Shine (per Black Clover)
- 2021 – Love Sight (per Eoneu nal uri jip hyeon-gwan-euro myeolmang-i deur-eo-watda)
- 2021 – Force (per World Trigger)
- 2021 – Eyes (per Yonggaphapche Armored Saurus)
- 2023 – Goodbye Now  (per Love Revolution)
- 2023 – Ajisai no yōna koi  (Hydrangea Love)  (per Saiko no seito yomei 1-nen no rasutodansu)

## Videografia
- 2019 – Crown
- 2019 – Cat & Dog
- 2019 – Cat & Dog (English ver.)
- 2019 – Nap of a Star
- 2019 – Run Away
- 2019 – Magic Island
- 2019 – Angel Or Devil
- 2020 – Run Away (Japanese ver.)
- 2020 – Can't You See Me
- 2020 – Puma
- 2020 – Eternally
- 2020 – Drama (Japanese ver.)
- 2020 – Blue Hour
- 2020 – We Lost the Summer
- 2021 – Blue Hour (Japanese ver.)
- 2021 – Way Home (Eye Contact ver.)
- 2021 – 0X1=Lovesong (I Know I Love You) feat. Seori
- 2021 – 0X1=Lovesong (I Know I Love You) (Choreography ver.) feat. Seori
- 2021 – 0X1=Lovesong (I Know I Love You) (Choreo Close-up ver.) feat. Seori
- 2021 – 0X1=Lovesong (I Know I Love You) (Choreo Full Shot ver.) feat. Seori
- 2021 – Magic
- 2021 – Lo$er=Lover
- 2021 – Lo$er=Lover (Choreography ver.)
- 2021 – 0X1=Lovesong (I Know I Love You) feat. Mod Sun
- 2021 – Frost
- 2021 – 0X1=Lovesong (I Know I Love You) feat. Ikuta Lilas
- 2022 – Good Boy Gone Bad
- 2022 - Valley of Lies feat. Iann Dior
- 2023 – Sugar Rush Ride
- 2023 – Do it Like That con Jonas Brothers
- 2023 – Back For More con Anitta
- 2023 – Chasing That Feeling
- 2024 – Deja Vu

## Filmografia

### Televisione
- One Dream.TXT – reality, 8 episodi (2019)[68]
- Playground – varietà, 2 episodi (2021)[69]

### Web
- Talk X Today – reality (2019-in corso)[70]
- To Do X Tomorrow X Together – varietà (2020-in corso)[71]
- Weekly TXT – reality (2020)[72]
- Talk X Today Zero – reality (2020)[73]
- Tomorrow X Together Map for Still Dreaming – documentario, 4 episodi (2021)[74]
- smash. Restaurant - varietà (2021)[75]
- Backstage: TXT X EN- Documentary - documentario (2022)[76]
- smash. Villa - varietà (2022)[77]
- Tomorrow X Together: Our Lost Summer – documentario (2023)[78]

### Radio
- Tomorrow X Together Show (2019)[79]
- Listen (2021)[80]
- Kiss the Radio (2021)[81]

## Tournée
- 2022 – Act: Lovesick[82]
- 2023 – Act: Sweet Mirage[83]
- 2024 – Act: Promise [84]

## Riconoscimenti
- American Music Award
  - 2022 - Candidatura Artista K-Pop preferito[85]
- Asia Artist Award
  - 2019 – Principiante dell'anno (musica)[86]
  - 2019 – Candidatura Premio popolarità[87]
  - 2020 – Candidatura Premio popolarità (cantanti maschi)[88]
- Billboard Music Awards
  - 2023 – Candidatura top artista K-pop globale[89]
  - 2023 – Candidatura top album K-pop[89]
- Brand of the Year Award
  - 2019 – Miglior artista maschile principiante[90]
  - 2021 – Idol stella nascente maschile[91]
- Bravo Otto
  - 2019 – Candidatura Miglior K-pop[92]
- BreakTudo Award
  - 2019 – Miglior video internazionale di debutto per Crown[93]
  - 2020 – Candidatura Miglior gruppo maschile K-pop[94]
  - 2021 – Candidatura Miglior gruppo maschile K-pop[95]
- E! People's Choice Awards[96]
  - 2021 – Candidatura Nuovo artista del 2021
- The Fact Music Award
  - 2020 – Prossimi leader[97]
  - 2021 – Miglior performer[98]
  - 2021 – Artista dell'anno (Bonsang)[99]
  - 2022 – Artista dell'anno (Bonsang)[100]
- Circle Chart Music Award
  - 2020 – Nuovo artista dell'anno (vendite fisiche)[101]
  - 2020 – Candidatura Nuovo artista dell'anno (vendite digitali)[102]
  - 2020 – Candidatura Album dell'anno - quarto trimestre per The Dream Chapter: Star[103]
  - 2021 – Candidatura Mubeat Global Choice Award - uomini[104]
  - 2022 – Candidatura Mubeat Global Choice Award - uomini[105]
  - 2023 – Premio Star Kpop mondiale[106]
  - 2023 – Candidatura album dell'anno- secondo trimestre per minisode 2: Thursday’s Child[107]
  - 2023 – Candidatura canzone dell'anno- Maggio per Good Boy Gone Bad[107]
  - 2023 – Candidatura canzone dell'anno- Maggio per  Opening Sequence[107]
- Genie Music Award
  - 2019 – Miglior nuovo artista maschile[108]
  - 2019 – Candidatura Miglior artista[109]
  - 2019 – Candidatura Premio popolarità di Genie Music[109]
  - 2019 – Candidatura Premio popolarità globale[110]
- Golden Disc Award
  - 2020 – Principianti dell'anno[111]
  - 2020 – Candidatura Premio popolarità[112]
  - 2020 – Candidatura Disco Bonsang per The Dream Chapter: Magic[113]
  - 2021 – Bonsang - sezione album per The Dream Chapter: Eternity[114]
  - 2021 – Candidatura Daesang - sezione album per The Dream Chapter: Eternity[115]
  - 2021 – Candidatura Premio popolarità[115]
  - 2022 – Bonsang - sezione album per The Chaos Chapter: Freeze[116]
  - 2023 – Bonsang - sezione album per The Name Chapter: Freefall[117]
  - 2023 – Premio scelta dei fans Indonesia[117]
- GQ Japan Award
  - 2021 - Uomini dell'anno icone pop[118]
- Hanteo Music Awards
  - 2023 – Premio artista globale Asia[119]
  - 2023 – Bonsang[119]
- Japan Gold Disc Award
  - 2021 – Miglior nuovo artista dell'anno (categoria Asia)[120]
  - 2021 – Migliori 3 nuovi artisti (Categoria Asia)[120]
  - 2022 - Migliori 3 Albums (Categoria Asia)[121]
- KBS Entertainment Award
  - 2021 – Premio contenuti digitali[122]
- K Global Heart Dream Awards
  - 2022 - Bonsang[123]
  - 2022 - Premio migliore musica[123]
- Korean Music Award
  - 2022 – Candidatura migliore canzone K-pop per 0X1=Lovesong (I Know I Love You)[124]
- Melon Music Award
  - 2019 – Principianti dell'anno[125]
  - 2022 - Miglior performance maschile[126]
  - 2023 – Candidatura album dell'anno[127]
  - 2023 – Candidatura gruppo maschile migliore[127]
  - 2023 – Candidatura migliori 10 artisti che hanno raggiunto un milione[127]
  - 2023 – Candidatura premio migliori 10 artisti [128]
- Mnet Asian Music Award
  - 2019 – Miglior nuovo artista maschile[129]
  - 2019 – Top 10 globale scelta dai fan[129]
  - 2019 – Candidatura Artista dell'anno[130]
  - 2020 – Top 10 globale scelta dai fan[131]
  - 2020 – Esibizione di ballo preferita – gruppi per Can't You See Me[131]
  - 2020 – Candidatura Miglior esibizione di ballo – gruppi maschili per Can't You See Me[132]
  - 2020 – Candidatura Canzone dell'anno per Can't You See Me[132]
  - 2021 – Top 10 globale scelta dai fan[133]
  - 2021 – Candidatura Miglior gruppo maschile[134]
  - 2022 - Top 10 globale scelta dai fan[135]
  - 2022 - Candidatura migliore gruppo maschile[136]
  - 2022 - Candidatura Miglior esibizione di ballo – gruppi maschili per Good Boy Gone Bad[136]
  - 2023 – Top 10 globale scelta dai fan[137]
  - 2023 – Candidatura artista dell'anno[138]
  - 2023 – Candidatura album dell'anno[138]
  - 2023 – Candidatura Miglior esibizione di ballo – gruppi maschili per Sugar Rush Ride[138]
  - 2023 – Candidatura migliore gruppo maschile[138]
  - 2023 – Candidatura migliore colonna sonora[138]
  - 2023 – Candidatura canzone dell'anno per Sugar Rush Ride e Goodbye Now[138]
  - 2023 – Candidatura icona globale dell'anno[138]
- MTV Europe Music Award
  - 2022 – Miglior Artista Asiatico[139]
  - 2023 – Miglior Artista MTV Push[140]
  - 2023 – Candidatura miglior gruppo[140]
  - 2023 – Candidatura miglior K-Pop[140]
- MTV Video Music Award
  - 2019 – Candidatura Miglior K-pop per Cat & Dog[141]
  - 2020 – Candidatura Miglior K-pop per Run Away[142]
  - 2023 – Push perfomance dell'anno per Sugar Rush Ride[143]
  - 2023 – Candidatura best k-pop[143]
  - 2023 – Candidatura gruppo dell'anno[143]
  - 2023 – Candidatura canzone dell'estate per Do It Like That[143]
- Nickelodeon Kids' Choice Awards México
  - 2021 – Candidatura Bomba K-pop[144]
  - 2022 – Candidatura Gruppo K-Pop Preferito[145]
  - 2023 – Candidatura Gruppo K-Pop Preferito[146]
- NME Awards
  - 2022 - Candidatura Miglior artista dal vivo[147]
  - 2022 - Eroe dell'anno[147]
- Prêmios MTV MIAW
  - 2021 – Candidatura Dominio K-pop[148]
  - 2023 – Candidatura Dominio K-pop[149]
- Radio Disney Music Awards
  - 2020 – Canzone dell'estate per Can't You See Me?[150]
- Seoul Music Award
  - 2020 – Premio principianti[151]
  - 2020 – Candidatura Premio popolarità[152]
  - 2020 – Candidatura Premio popolarità hallyu[152]
  - 2020 – Candidatura Premio artista K-pop più popolare su QQ Music[153]
  - 2021 – Bonsang per Minisode1: Blue Hour[154]
  - 2021 – Candidatura Premio popolarità[155]
  - 2021 – Candidatura Premio popolarità K-Wave[155]
  - 2021 – Candidatura Premio Leggenda principiante[156]
  - 2021 – Candidatura Premio WhosFandom[157]
  - 2023 - Candidatura Bonsang[158]
  - 2023 - Candidatura Premio popolarità K-Wave[158]
- Soribada Best K-Music Award
  - 2019 – Premio principianti[159]
  - 2020 – Premio New Hallyu Artist[160]
  - 2020 – Candidatura Bonsang[161]
  - 2020 – Candidatura Premio popolarità uomini[161]
- Spotify Awards
  - 2020 – Candidatura Artista Emergente[162]
- V Live Award
  - 2019 – Global Rookie Top 5[163]
  - 2019 – Candidatura Artista più amato[164]